# Очікувані голи
У футболі очікувані голи (xG, від англ. expected goals) — це метрика продуктивності, яка використовується для оцінки гри команд і окремих гравців. Вона відображає ймовірність того, що гольова можливість завершиться голом. Ця метрика також застосовується в хокеї з шайбою.

## Значення
Метрика очікуваних голів зазвичай розраховується шляхом визначення ймовірності забивання гола з удару на основі різних факторів, які враховуються в момент перед ударом. Ці фактори можуть варіюватися залежно від статистичної моделі, але зазвичай включають відстань до воріт, кут удару, якість удару та інші характеристики. Кожен удар отримує ймовірнісне значення, яке показує, скільки разів такий удар, ймовірно, завершиться голом на основі аналогічних ударів. Наприклад, удар із значенням 0,3 xG має ймовірність забивання гола приблизно 3 рази з 10. Метрика xG набула популярності завдяки розвитку аналітики даних у спорті, оскільки вона базується на накопичених роками спортивних даних.

## Історія та застосування xG

### Футбол

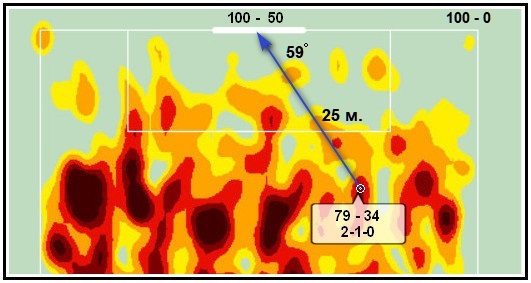
Характеристики моменту удару, що визначають xG: координати, якість, частина тіла, перешкоди від суперника (Г. Кравцов, «Прикладна статистика»).

Походження терміна «очікувані голи» викликає певні дискусії. У 1993 році Вік Барнетт і його колега Сара Гілдітч згадували «очікувані голи» у своїй статті, яка досліджувала вплив штучних газонів на результати домашніх матчів футбольних команд в Англії. У статті зазначалося:

Кількісно ми виявили, що для команд, які грають на штучних газонах, у домашніх матчах забивалося приблизно на 0,15 гола більше, ніж очікувалося, а з урахуванням меншої, ніж очікувалося, кількості пропущених голів у домашніх матчах, різниця в голах становить приблизно 0,31 гола за матч. За сезон це дає приблизно 3 додаткові забиті голи та покращення різниці голів на 6.

Джейк Енсам, Річард Поллард і Самуель Тейлор у 2004 році досліджували дані 37 матчів Чемпіонату світу 2002 року, де було зафіксовано 930 ударів і 93 голи. Їхнє дослідження мало на меті «дослідити та кількісно оцінити 12 факторів, які можуть впливати на успішність удару». За допомогою логістичної регресії вони визначили п’ять факторів, які значно впливають на успішність удару: відстань до воріт, кут удару, наявність простору (чи гравець знаходився щонайменше за 1 м від найближчого захисника), чи передував удару простріл, і кількість польових гравців між гравцем, що б’є, і воротами. Вони дійшли висновку, що «розрахунок ймовірностей ударів дозволяє проводити глибший аналіз гольових можливостей порівняно з простим підрахунком кількості ударів». У наступній статті 2004 року Енсам, Поллард і Тейлор об’єднали дані Чемпіонату світу 1986 і 2002 року, визначивши три значущі фактори: відстань до воріт, кут удару та наявність простору. Сучасні дослідження підтверджують схожі фактори для метрики xG.
Говард Гамільтон у 2009 році запропонував «корисну статистику у футболі», яка «зрештою сприятиме тому, що називається ‘очікуваною цінністю гола’ — для будь-якої дії на полі під час гри ймовірність того, що ця дія призведе до гола».
Сандер Ітшма у 2011 році описав «метод присвоєння різної цінності різним гольовим можливостям, створеним під час футбольного матчу» і дійшов висновку:

Тепер у нас є система для оцінки загальної цінності гольових можливостей, створених кожною командою під час матчу. Знання того, скільки голів команда очікувано може забити з цих можливостей, значно цінніше, ніж просто знання кількості спроб забити гол. Інші застосування цього методу включають визначення нестачі якісних створених можливостей від проблем із завершенням атак, оцінку захисних дій і гри воротаря, а також графічне відображення балансу гри через якість створених можливостей.

Сара Радд у 2011 році досліджувала ймовірнісні моделі забивання голів (P(Goal)) за допомогою ланцюгів Маркова для тактичного аналізу (включаючи близькість захисників) на основі 123 матчів сезону англійської Прем'єр-ліги 2010–2011. У відеопрезентації на симпозіумі зі спортивної статистики в Новій Англії 2011 року Радд розповіла про використання методів аналізу для порівняння «очікуваних голів» із фактичними голами та процес присвоєння ваг окремим діям для результатів P(Goal).
У квітні 2012 року Сем Грін писав про «очікувані голи» в оцінці бомбардирів Прем'єр-ліги. Він ставив питання: «Як ми можемо кількісно оцінити, які зони поля найімовірніше призведуть до гола, і, відповідно, які удари мають найвищу ймовірність завершення голом?». Він додав:

Якщо ми зможемо встановити цю метрику, ми зможемо точно та ефективно підвищити шанси забити гол і, відповідно, виграти матч. Аналогічно, ми можемо використовувати ці дані з оборонної точки зору, щоб обмежити якісніші гольові можливості, захищаючи ключові зони поля.

Грін запропонував модель для визначення «ймовірності того, що удар буде влучним і/або завершиться голом». За допомогою цієї моделі «ми можемо аналізувати удари кожного гравця і підраховувати ймовірність того, що кожен із них стане голом, отримуючи значення очікуваних голів (xG)».

### Хокей із шайбою
У 2004 році Алан Райдер поділився методологією для вивчення якості кидка по воротах у хокеї. Його дослідження почалося з твердження: «Не всі кидки по воротах однакові». Модель Райдера для вимірювання якості кидка включала:

- Збір даних і аналіз ймовірностей забивання гола для кожної ситуації кидка.
- Побудова моделі ймовірностей голів, яка залежить від виміряних обставин.
- Визначення ймовірності гола для кожного кидка.
- Очікувані голи (EG): сума ймовірностей голів для кожного кидка.
- Нормалізація варіацій у кидках по воротах шляхом розрахунку нормалізованих очікуваних голів.
- Якість кидків проти команди.

Райдер дійшов висновку:

Модель для розрахунку очікуваних голів на основі факторів якості кидка базується виключно на даних. Не було зроблено суттєвих припущень. Аналітичні методи є класичними зі статистики та актуарної науки. Тому результати дуже достовірні.

У 2007 році Райдер видав повідомлення про відкликання своєї моделі якості кидків. Він зазначив «застереження щодо розрахунку якості кидків» і вказав на «проблеми з якістю даних при вимірюванні якості кидків, виконаних і пропущених хокейною командою». Він повідомив:

Мене турбувало, що в даних може бути систематична похибка. Випадкові помилки мене не турбують, оскільки вони вирівнюються при великих обсягах даних. Але я вважаю, що... забивання голів на деяких аренах має упередження до довших або коротших кидків, що є найвпливовішим фактором у моделі якості кидків.

Термін «очікувані голи» з’явився в статті про продуктивність у хокеї, представленій Браяном Макдональдом на Конференція зі спортивної аналітики MIT Sloan у 2012 році. Метод Макдональда для розрахунку очікуваних голів описано так:

Ми використовували дані за останні чотири повні сезони НХЛ. Для кожної команди сезон ділився на дві половини. Оскільки обміни гравців і травми в середині сезону можуть впливати на продуктивність команди, ми не використовували статистику першої половини сезону для прогнозування голів у другій половині. Натомість ми розділили сезон на парні та непарні ігри, використовуючи статистику з непарних ігор для прогнозування голів у парних іграх. Дані з сезонів 2007–08, 2008–09 і 2009–10 використовувалися як навчальні дані для оцінки параметрів моделі, а дані за весь сезон 2010–11 були відкладені для валідації моделі. Модель також валідувалася за допомогою 10-кратної перехресної перевірки. Середньоквадратична похибка (MSE) між фактичними та прогнозованими голами була обрана для оцінки продуктивності наших моделей.

## Очікувані асисти (xA)
У футболі очікувані асисти (xA) вимірюють ймовірність того, що завершений пас стане гольовою передачею, враховуючи відстань і тип паса.

## Додаткова література
- Tippett, James (8 листопада 2019). The Expected Goals Philosophy: A Game-Changing Way of Analysing Football. Independently Published. ISBN 9781089883180.